# Jean Amila
Jean Amila, cunoscut și ca John Amila, Jean Mekert sau Jean Meckert, (n. 24 noiembrie 1910, Paris, Île-de-France, Franța – d. 6 martie 1995, Vaux-sur-Lunain⁠(d), Île-de-France, Franța) a fost un scriitor și scenarist francez.
În 1986 a primit Prix Mystère de la critique.

## Opera

### Science-Fiction
- La ville de plomb
- Le 9 de pique (1956)

### Romane polițiste
- Nous Avons les Mains Rouges (1947)
- Y'a pas de Bon Dieu! (1950)
- Motus! (1953)
- La Bonne Tisane (1955)
- Sans Attendre Godot (1956)
- Le Drakkar (1959)
- Lupii la stână (roman) (Les Loups dans la Bergerie, 1959)
- Jusqu'à Plus Soif (1962)
- La Lune d'Omaha (1964)
- Noces de Soufre (1964)
- Pitié pour les Rats (1964)
- Les Fous de Hong-Kong (1969)
- Le Grillon Enragé (1970)
- Contest-Flic (1972)
- La Nef des Dingues (1972)
- Terminus Iéna (1973)
- A Qui ai-je l'Honneur?.. (1974)
- Le Pigeon des Faubourgs (1981)
- Le Chien de Montargis (1983)
- Langes Radieux (1984)
- Au Balcon d'Hiroshima (1985)

### Romane istorice
- Le Boucher des Hurlus

### Scenarii
- Nous sommes tous des assassins

## Traduceri în limba română
- Luna la Omaha (Ed. Meridiane, București, 1970) - traducere de Virgil Mazilescu